# NGC 1218
NGC 1218 is een spiraalvormig sterrenstelsel in het sterrenbeeld Walvis. Het hemelobject werd op 6 september 1886 ontdekt door de Amerikaanse astronoom Lewis A. Swift.

## Synoniemen
- PGC 11749
- UGC 2555
- MCG 1-9-1
- ZWG 416.2
- 3C 78
- NPM1G +03.0124